# اوا وینسنت
اوا وینسنت (انگلیسی: Ava Vincent؛ زاده ۲۹ سپتامبر ۱۹۷۵) یک بازیگر پورنوگرافی اهل ایالات متحده آمریکا است.